# Aperiovula adriatica
Aperiovula adriatica é uma espécie de molusco pertencente à família Ovulidae.
A autoridade científica da espécie é G. B. Sowerby I, tendo sido descrita no ano de 1828.
Trata-se de uma espécie presente no território português, incluindo a zona económica exclusiva.